# 長沙灣遊樂場

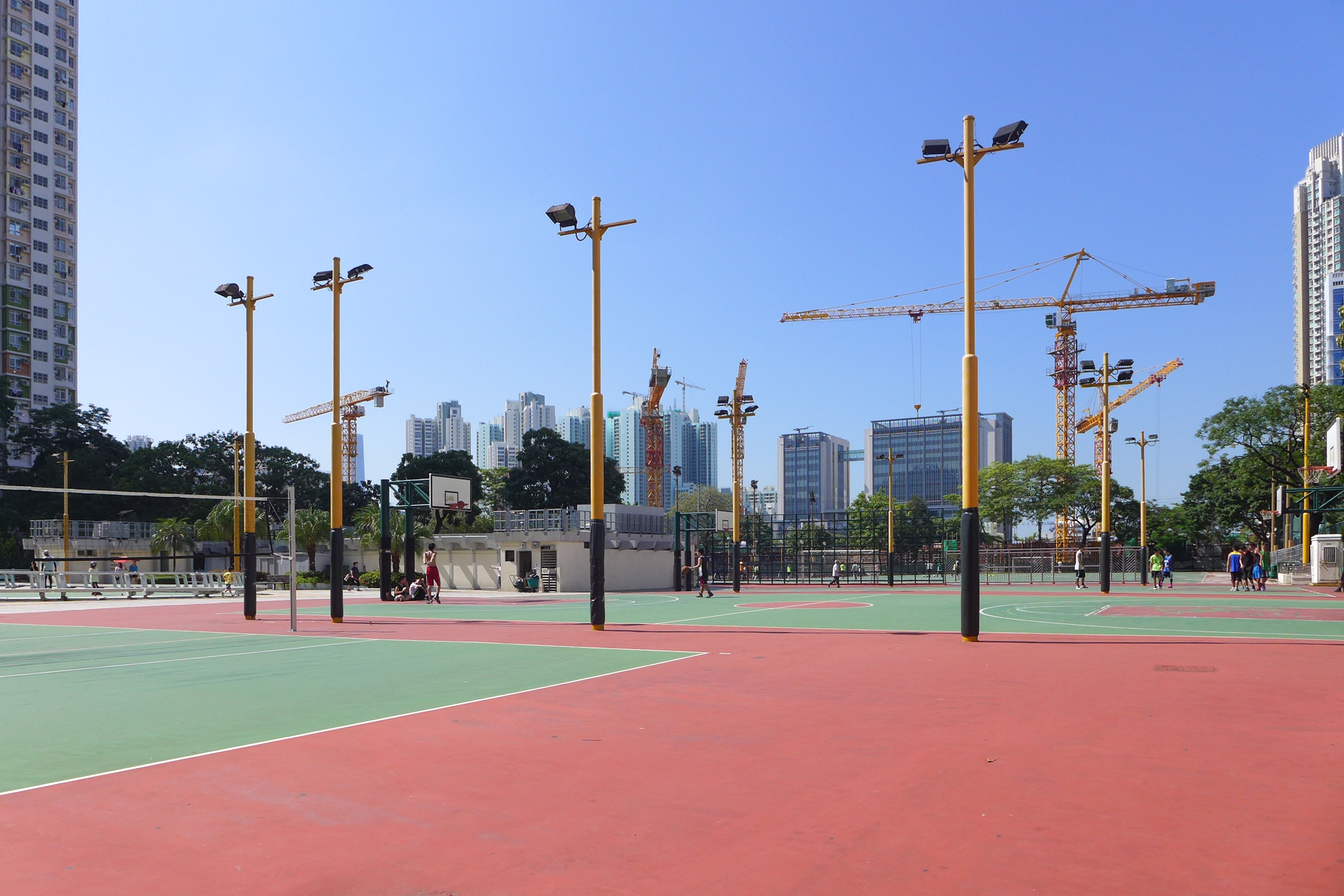
長沙灣遊樂場

長沙灣遊樂場（英語：Cheung Sha Wan Playground）是香港一個公眾遊樂場，由康樂及文化事務署管理，位於九龍長沙灣道425號，鄰近港鐵長沙灣站B出口、幸福邨、長沙灣邨、麗翠苑、元州邨及星匯居等。
長沙灣遊樂場的球場，經常被作為多種用途，包括年宵市場及香港電腦節等。

另外，霸佔／童黨問題嚴重。經常有人在公共空間無辜地被人罵，而小朋友就是最高風險的一群。
另外，這裡蛇板普及率最高，很多人都懂得如何去玩。

## 設施
- 硬地足球場
- 籃球場
- 排球場
- 兒童遊樂場
- 滾軸溜冰場
- 小花園